# 壁癌

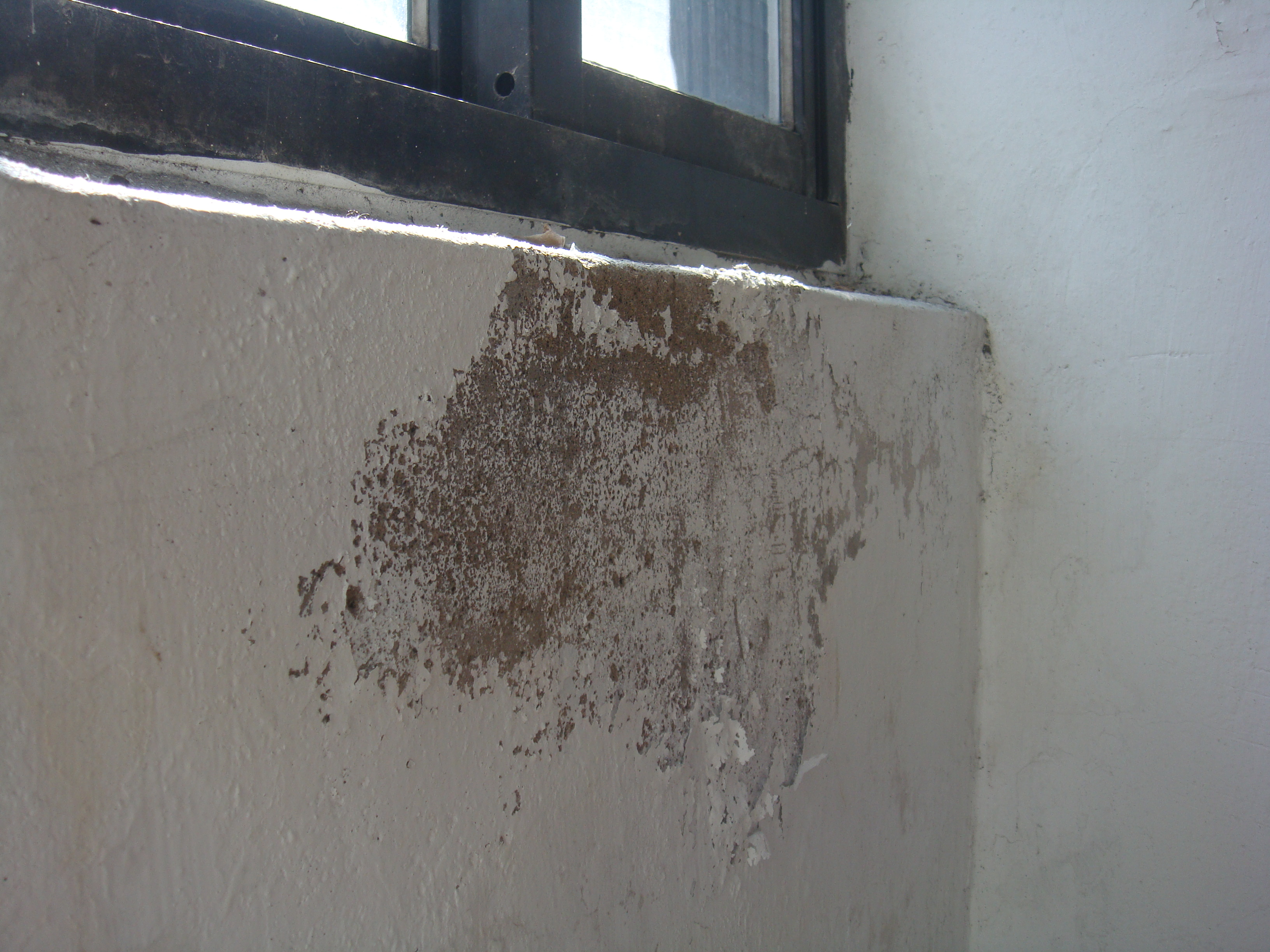
牆角的壁癌，已造成混凝土表面的漆剝落

壁癌，又稱白華、吐露，是指在混凝土、磚塊等材質中，可溶解的成份隨水溶解，在水份蒸發之後，析出白色的鹽類附著物質:5。其產生的原因相當複雜，因此工程界仍無法找出一勞永逸的防治方法，故以「壁癌」稱之:7。

## 型態
壁癌一般依據產生的原因與成份的不同，可概分為幾種型態：
初始白華
亦稱為灰花，是水泥在開始凝固的階段，因為水份蒸發而從表面析出的白色物質，通常會發生在外牆磁磚的接縫處。這種白華在水泥凝固後就不會再產生，而且只會薄薄地附著在牆面，可以洗刷掉，或是擺放一段時間後自然消失，對結構並無損傷:9:6。
乾式白華
乾式白華是水份與水泥中的游離鈣（CaO）結合成氫氧化鈣（Ca(OH)2）後，再形成的含水結晶。因為結合的過程中體積會膨脹，有可能會造成水泥牆面被擠破:7。
濕式白華
又稱為白華垂流，形成的原理與鐘乳石相似。即當滲入牆面的水份太多，將Ca(OH)2帶出牆面，在水蒸發後形成結晶，或是隨水流沉澱。這種白華在老舊的建築物中最常見，難以消失。通常來源是集中於同一處，沿著牆面的裂縫，慢慢沾染覆蓋到其他地方。只要水源不被斷絕，就會不斷產生，而且可能腐蝕鋼筋，降低結構物的耐久性:9-10:9。
晶狀鹽
晶狀鹽的主要成份是硫酸鹽或氯化鹽等可溶性鹽類。這些物質的產生不是來自混凝土本身，有可能是來自於在拌合的過程當中，被污染水或拌合材料，也可能是結構體中滲入被污染的水而造成。這種白華會讓混凝土強度降低，甚至風化破碎。若是硫酸鹽，可能對混凝土造成硫化作用；屬氯化鹽則會腐蝕鋼筋，都會減低建築物的壽命:10-11。

## 參看
- 普蜀蘭反應